# Chile y América
Chile y América es el primer álbum de estudio de la banda chilena Huamarí, lanzado originalmente en 1971 por el sello Peña de los Parra, de los hermanos Isabel y Ángel Parra. La mayoría de los temas está compuestos por el integrante de la banda Adrián Otárola, así como por canciones de la tradición popular de Latinoamérica.

## Lista de canciones
| Chile y América |                                                     |                        |          |  |
| N.º             | Título                                              | Música                 | Duración |  |
| 1.              | «Hombre y desierto»                                 | Adrián Otárola         | 3:10     |  |
| 2.              | «Cocha (Ojito de agua)»                             | tradicional, Otárola   | 2:23     |  |
| 3.              | «El mar»                                            | Adrián Otárola         | 2:12     |  |
| 4.              | «El cuento»                                         | Huamarí                | 2:19     |  |
| 5.              | «Palabra de campesino»                              | Adrián Otárola         | 2:48     |  |
| 6.              | «No me vengai con chamullos / En las universidades» | Adrián Otárola         | 3:10     |  |
| 7.              | «Canto del agua»                                    | tradicional venezolana | 3:09     |  |
| 8.              | «La paloma»                                         | tradicional chilena    | 2:26     |  |
| 9.              | «Zamba del carpintero»                              | Ríos, Gutiérrez        | 3:15     |  |
| 10.             | «Melodía en charango y guitarra»                    | tradicional peruana    | 3:15     |  |
| 11.             | «Antioquenita»                                      | tradicional colombiana | 2:56     |  |
| 12.             | «Se murió mi suegra»                                | tradicional boliviana  | 2:33     |  |
| 33:36           |                                                     |                        |          |  |

## Créditos
Intérpretes
- Darío Orellana
- Marcelo Coulón
- Adrián Otárola
- Marcelo Castillo

Diseño
- Diseño gráfico y dibujo: Adrián Otárola
- Fotografía: Néstor Salas, Liber Tamayo